# Oblast
 (avril 2025).

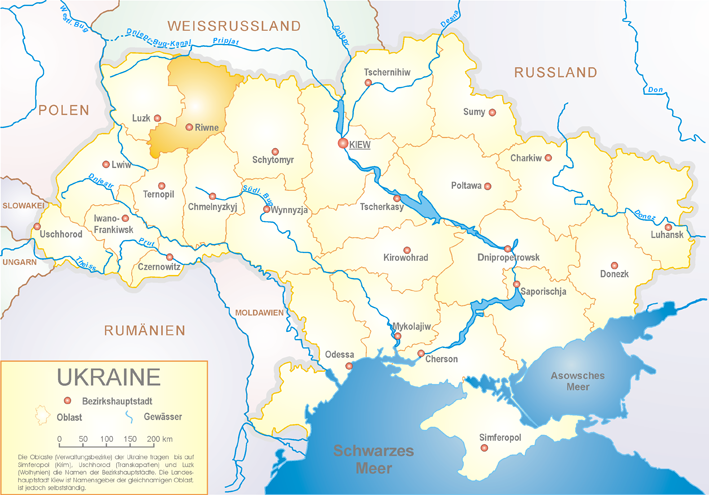
Image de la division des oblasts ukrainiens avant l'invasion russe.

Un oblast (en russe et en ukrainien : область, retranscrit oblast ; en bulgare : област) est une unité administrative, de type « région » existant en Russie, Ukraine, Bulgarie, Biélorussie, au Kazakhstan et Kirghizistan.
Ce type de subdivision a d’abord existé dans l’Empire russe et en Union soviétique.

## Étymologie
Le terme est formé du préfixe « об » (autour [de]) et du mot « власть » (pouvoir), la chute du « в » (v-) initial étant de règle après « об ».
On trouve un terme proche du terme russo-ukrainien dans deux autres pays :
- en Biélorussie : voblast (вобласць), pluriel : voblastsi ;
- au Kazakhstan : oblysy (облысы), pluriel : oblystar.

## Histoire
Le terme est initialement apparu en russe au XVIIIe siècle pour désigner certaines des anciennes divisions administratives de l'Empire russe. Il s'est ensuite répandu avec la mise en place de l'administration soviétique succédant aux gouvernements tsaristes (voir oblasts de Russie et oblast d'Ukraine), et a été exporté en Bulgarie communiste après la Seconde Guerre mondiale (voir oblasts bulgares).
Dans l'Empire russe, les oblasts étaient dirigés par un natchalnik (commandant) regroupant tous les pouvoirs civils et militaires, contrairement aux gouvernements (de l’Empire) où les trois pouvoirs — militaire, exécutif civil (gouverneur nommé par le tsar) et législatif civil (zemstvo, assemblée locale) — étaient séparés.
En 2024, les oblasts russes, biélorusses, ukrainiens et kazakhs sont divisés en raïons (russe : районы, raïony, « arrondissements »), subdivision également héritée de la période soviétique et présente dans toutes les anciennes républiques soviétiques à l'exception des trois pays baltes.